# Melitaea perrhoio
Melitaea perrhoio är en fjärilsart som beskrevs av Reverdin 1927. Melitaea perrhoio ingår i släktet Melitaea och familjen praktfjärilar. Inga underarter finns listade i Catalogue of Life.